# 李淑世
李淑世（？—1610年代），字汝學，號任寰，直隶保定府安肃县人，明朝政治人物。

## 生平
丁酉九月初四日生。万历四十三年（1615年）乙卯科鄉試第五十一名舉人，四十四年（1616年）联捷丙辰科进士，官至吏部觀政，本年丁憂。

## 家族
曾祖李鑛，陶城典史；祖李三才；父李謀忠，武舉人。